# Roland Spiegel

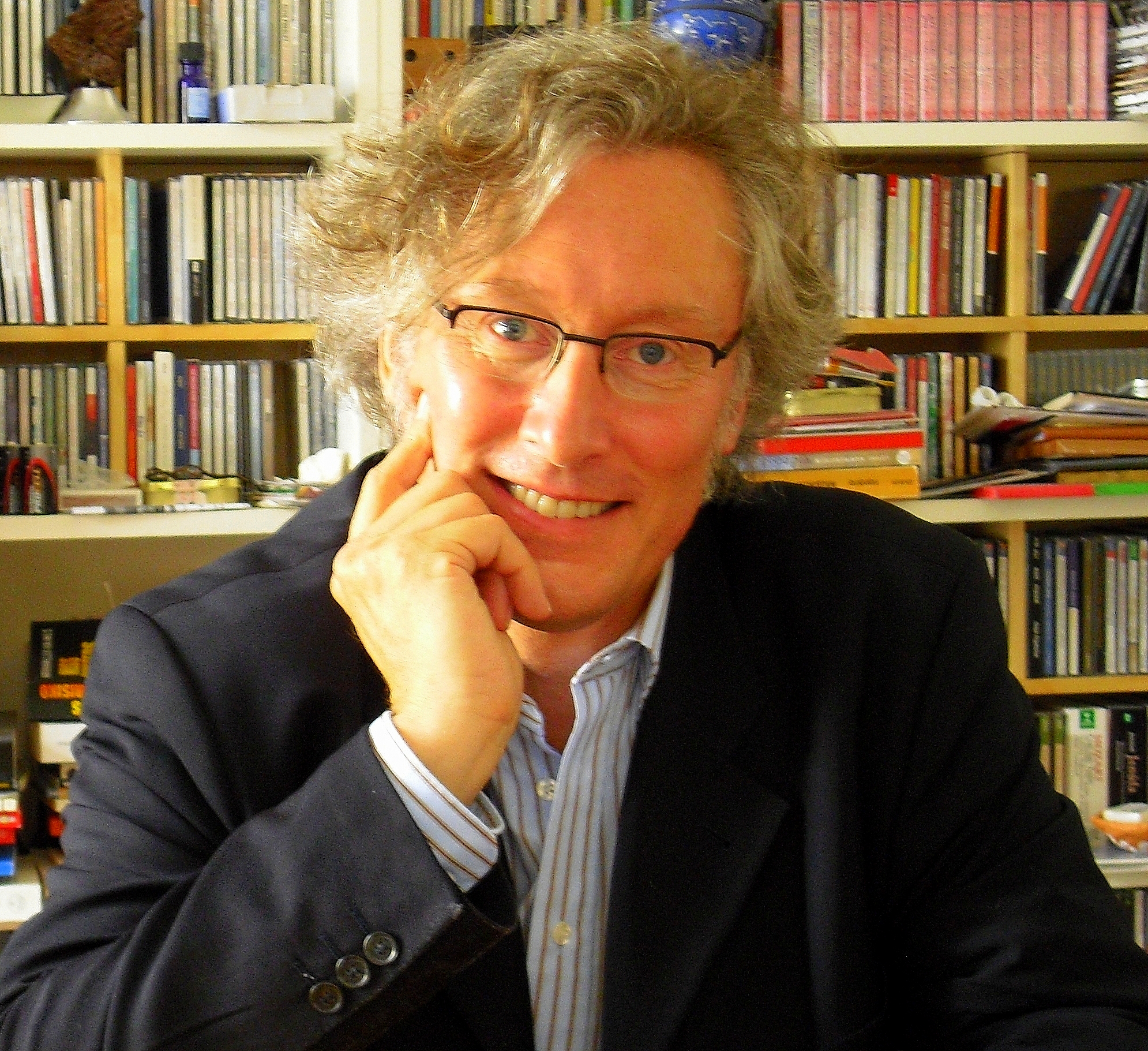
Roland Spiegel (2009)

Roland Spiegel (* 19. Mai 1960 in Nürnberg) ist ein deutscher Musikjournalist, Buchautor und Redakteur mit dem Schwerpunkt Jazz beim Bayerischen Rundfunk.

## Leben
Roland Spiegel wuchs in Nürnberg auf. Er absolvierte ein zweijähriges Volontariat bei der Nürnberger Zeitung, wo er anschließend fünf Jahre als Feuilletonredakteur tätig war. Danach studierte er Musikwissenschaft und Romanistik in Erlangen und an der Universität Caen in Frankreich. In Paris vertiefte er seine Journalisten-Ausbildung am Centre de Formation et de Perfectionnement des Journalistes. Roland Spiegel lebt in München.

## Tätigkeit als Journalist
Von 1995 bis 2003 arbeitete Roland Spiegel als Kulturredakteur bei der Münchner Abendzeitung, verfasste hauptsächlich Artikel über Literatur, klassische Konzerte, Oper und Popmusik. Seit 2004 ist Spiegel Redakteur beim Hörfunk des Bayerischen Rundfunks und verantwortet die Reihe Jazz auf Reisen bei BR-Klassik. Er gestaltet u. a. die Sendungen Jazztime sowie Jazz und mehr. Die von Beate Sampson, Ulrich Habersetzer und ihm konzipierte und moderierte Jazztime: Hören wir gutes und reden wir drüber – Volume 7 wurde 2022 als „beste Sendung“ mit dem Deutschen Radiopreis ausgezeichnet. Darüber hinaus ist er beim Bayerischen Rundfunk für Musikaufzeichnungen verantwortlich, die bei der Internationalen Jazzwoche Burghausen, dem JazzFest Berlin und anderen Jazz-Veranstaltungen gemacht werden.
Neben seiner Tätigkeit als freier Autor, unter anderem bei der Neuen Musikzeitung und dem Jazz Podium, gab er regelmäßig an der Akademie der Bayerischen Presse Kurse für Nachwuchsjournalisten.

## Buchveröffentlichungen
Sachbücher
- mit Rainer Wittkamp: 111 Jazz-Alben, die man gehört haben muss. Emons Verlag, Köln 2019, ISBN 978-3-7408-0574-6.
- mit Ulrich Habersetzer: It has lines in its face: Internationale Jazzwoche Burghausen seit 1970. Stadt Burghausen in Zusammenarbeit mit BR-Klassik, Burghausen 2019, ISBN 978-3-9820505-1-5.

Beiträge
- Donaueschingen – Gleis 3. In: Klang in Aktion – Josef Anton Riedl. herausgegeben vom Kulturreferat der Stadt München. ConBrio Verlagsgesellschaft, 2012, ISBN 978-3-940768-36-0.
- Oper und Konzert. In: München – die Kunststadt. mit Fotografien von Markus Dlouhy. C. J. Bucher Verlag / Econ Ullstein List, 2002, ISBN 3-7658-1279-X.
- Walter Schätzlein und Jazz Ost-West, Nürnberg. In: Jazz in Bayern. 2. (= Schriftenreihe des Bayerischen Jazzinstituts. Band 5). ConBrio Verlagsgesellschaft, 2000, ISBN 3-932581-27-X.
- Ein Kellerloch als Tor zur Welt. In: Vierzig Jahre Jazzstudio Nürnberg. Ein Kellerloch als Tor zur Welt. (= Schriftenreihe des Bayerischen Jazzinstituts. Band 2). ConBrio Verlagsgesellschaft, 1994, ISBN 3-930079-54-2.

Übersetzungen
- Franco Ambrosetti: Zwei Karrieren – ein Klang: Über die Freiheit, sich nicht entscheiden zu müssen. Meine Lebensgeschichte als Jazzmusiker und Industrieller. Dohr Verlag, Köln 2018, ISBN 978-3-86846-151-0.

Prosa
- mit Thomas Kraft, Alexander Müller, Arne Rautenberg u. a.: Punk Stories. Langen-Mueller Verlag, München 2011, ISBN 978-3-7844-3258-8.
- mit Alex Capus, Frank Goosen, Thomas Kraft, Albert Ostermaier, Jan Weiler u. a.: Beat Stories. Langen-Mueller Verlag, München 2013, ISBN 978-3-7844-4191-7.